# Koningssloep (schip, 1818)
De Nederlandse Koningssloep is een sloep die door de jaren heen bij verschillende Nederlandse koninklijke gelegenheden is gebruikt. De Koningssloep is eigendom van de Nederlandse staat en wordt beheerd door Het Scheepvaartmuseum in Amsterdam.
De sloep is gemaakt van eikenhout en teakhout en meet 17 bij 2,66 meter. Er is plaats voor 20 roeiers. De riemen zijn 4,35 tot 4,75 meter lang. De vlaggenstok op het voorschip is 5 meter lang, die op het achterschip 4,85 meter.

## Geschiedenis
De sloep is gebouwd in 1816-1818 voor koning Willem I. De sloep is ontworpen door C.J. Glavimans en gebouwd op de Marinewerf in Rotterdam. Na de sluiting van de werf in 1851 kwam de sloep naar Amsterdam.
Onder Europese vorsten was het vanaf de 17e eeuw mode om zich bij bijzondere gelegenheden te laten vervoeren in rijk versierde roeisloepen. Nederland was de maritieme natie bij uitstek en daarom was het niet meer dan logisch dat Nederlands eerste koning, Willem I, ook een 'Koninklijke Chaloupe' kreeg. De gouden koets te water is 24 keer gebruikt sinds de bouw in 1818. Na de tewaterlating duurde het 23 jaar voordat Willem II haar, bij zijn inhuldiging in 1841, voor het eerst gebruikte.
De Koningssloep is altijd exclusief gebruikt voor feestelijke gebeurtenissen in gezelschap van het Koninklijk Huis. De elegante en rijkversierde sloep was zeer representatief voor de ontvangst van buitenlandse gasten, zoals de sjah van Perzië (1889) en koning Haakon van Noorwegen (1954). Als koningin Wilhelmina een tewaterlating verrichtte, dan liet ze zich per Koningssloep naar de werf vervoeren. De Koningssloep werd voor het laatst gebruikt tijdens het zilveren huwelijksfeest van koningin Juliana en prins Bernhard in 1962.

### Scheepvaartmuseum
Na iedere vaartocht werd de sloep droog opgeslagen in een loods op de marinewerf in Amsterdam, naast Het Scheepvaartmuseum. In 1983 verhuisde de sloep naar Het Scheepvaartmuseum. Daar was de Koningssloep in een vaste expositie te zien tot Het Scheepvaartmuseum in 2007 ten behoeve van een renovatie zijn deuren sloot. Sinds 15 oktober 2015 is de Koningssloep weer bij het museum te zien.

## Galerij

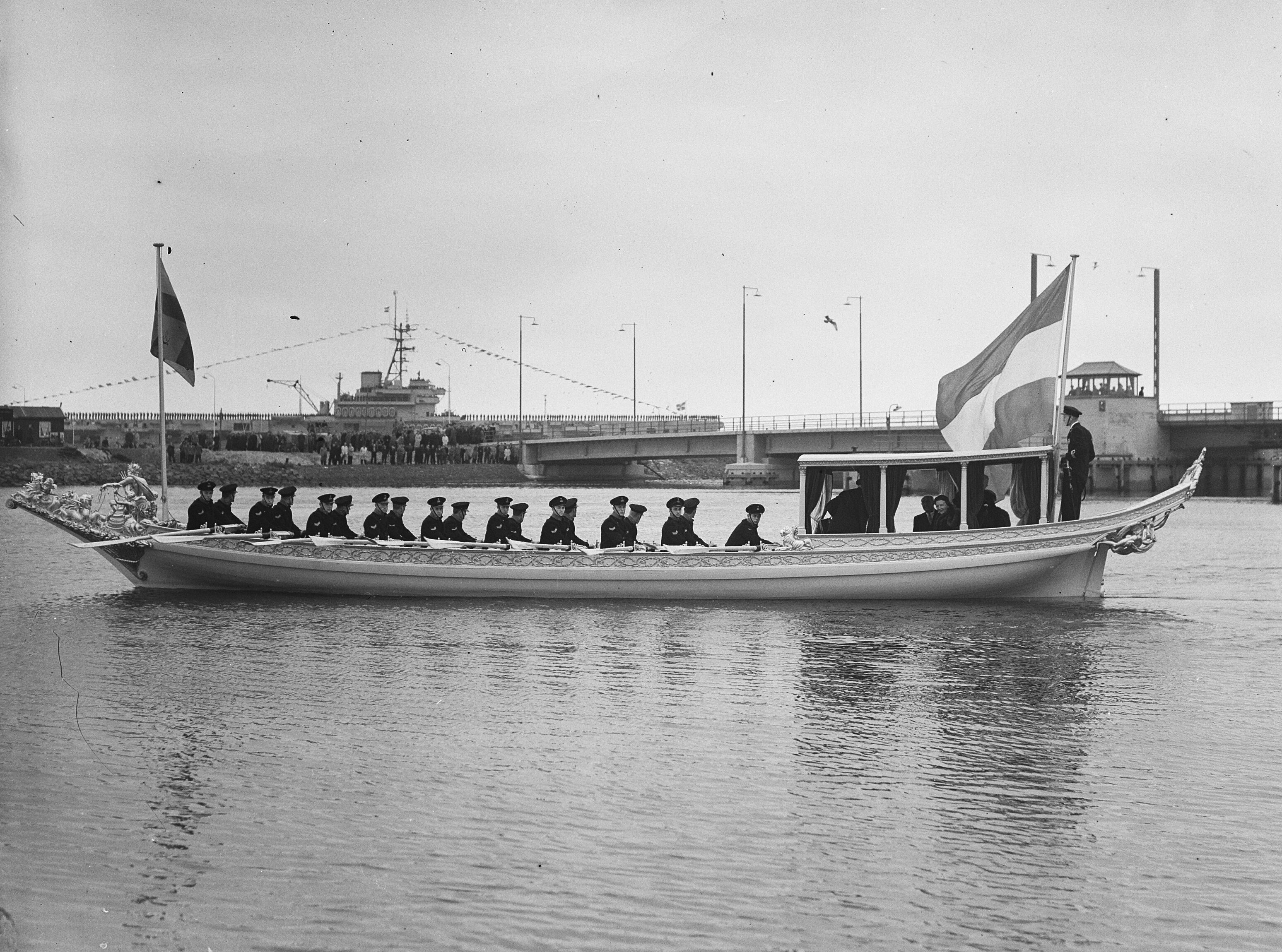
De Koningssloep met koningin Juliana te Den Helder (1954).
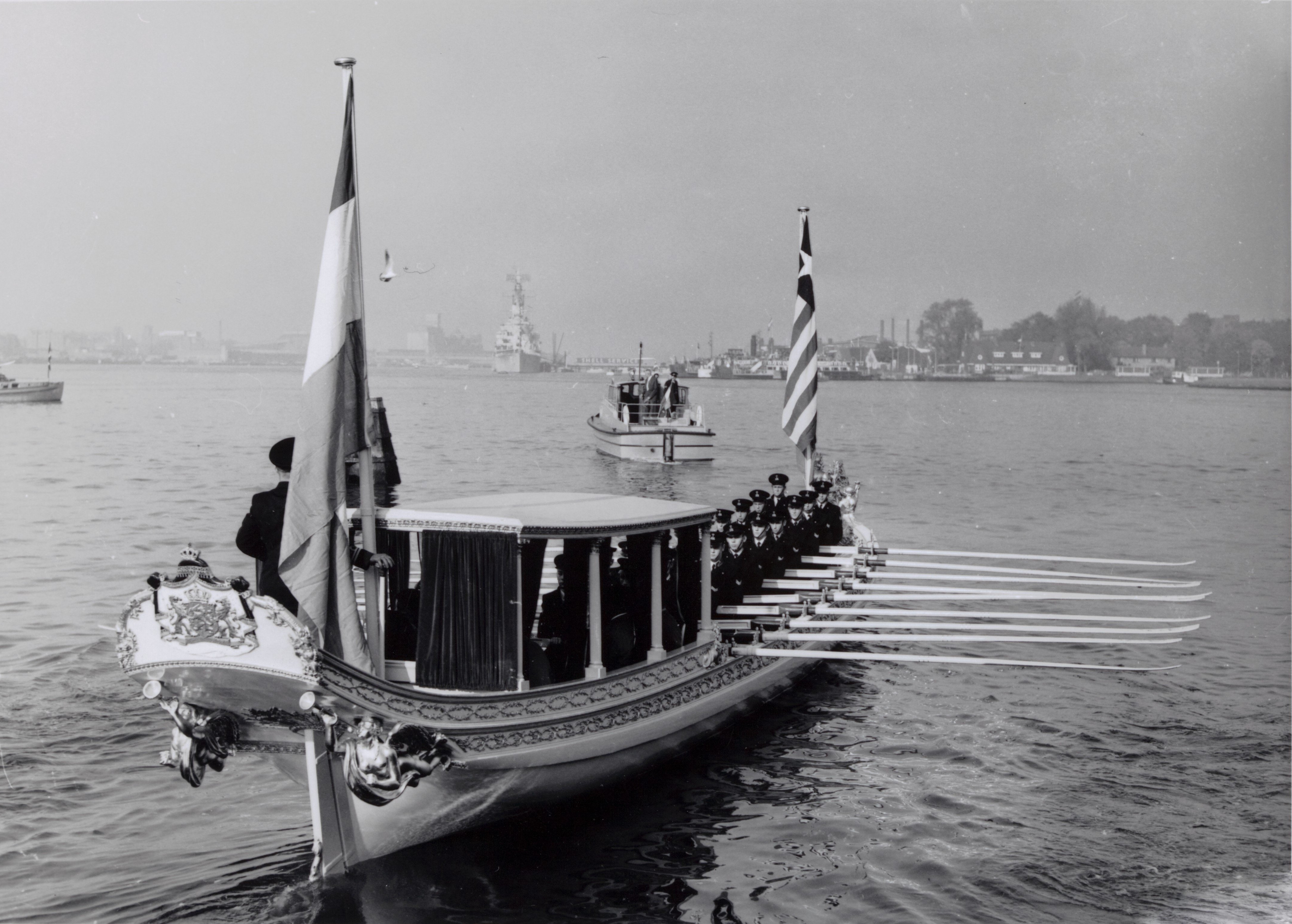
Koningssloep met president Tubman van Liberia (1956)
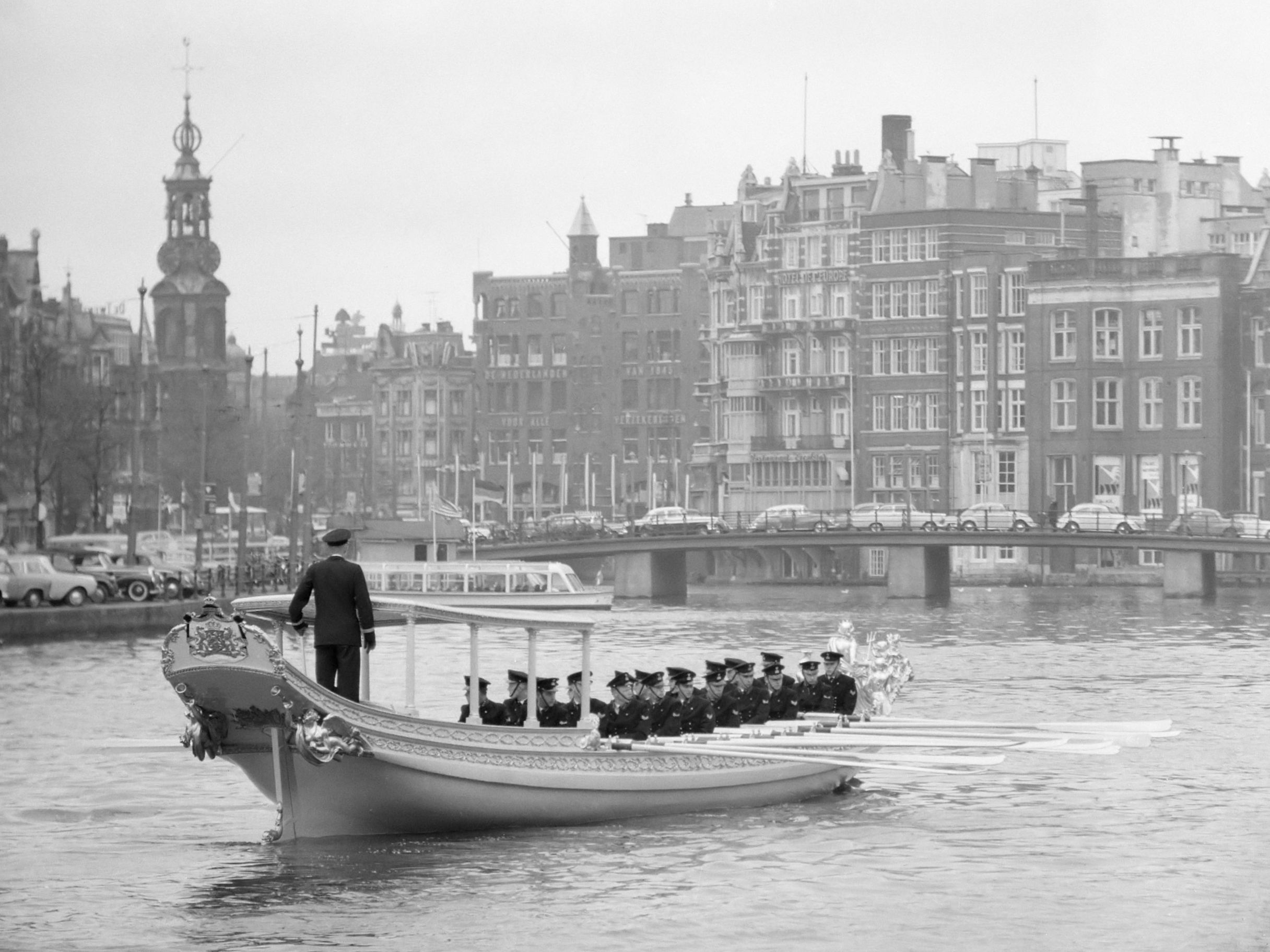
Nederlandse Koningssloep (1962).
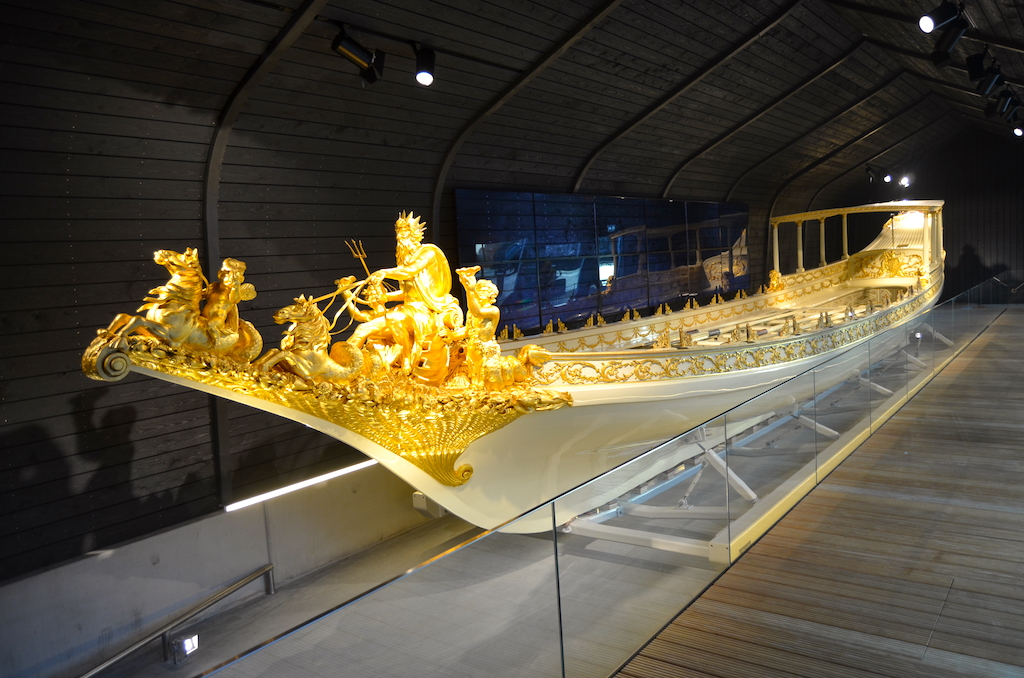
De Koningssloep in zijn nieuwe behuizing bij het Scheepvaartmuseum (2015). Foto: Erik Swierstra.

## Meer informatie
- G.C.E. Crone, De jachten der Oranjes; historisch en scheepstechnisch overzicht van de jachten der stadhouders en vorsten uit het huis van Oranje-Nassau van af het einde der 16e eeuw, 1937.
- P. van Overbeek, 'De Koningssloep. Een gouden koets te water, gebouwd in 1816', In: H. Hazelhoff Roelfzema (e.a.) Roeien met de Riemen: 75 jaar Vereeniging Nederlandsch Historische Scheepvaart Museum (Jaarboek 1991).
- J.C.A. Schokkenbroek, C.E. Zonnevylle-Heyning, Kunst op het water: Nederlandse scheepssier 1650 – 1850, 1995.
- E. Spits, 'Juliana en Bernhard varen in de Koningssloep over de Amstel', In: Maritieme geschiedenis van Nederland in 70 hoogtepunten : 1500 – 2000. (Jaarboek 2004)
- H. Wijn, 'Het Koninklijk Huis te water', In: Henk Dessens, Lucas Veeger en Jan van Zijverden (red.), Verhalen van het water: Scheepvaart en mensen in de twintigste eeuw (Jaarboek 1997)